# مارچین یاووخا
مارچین یاووخا (لهستانی: Marcin Jałocha؛ زادهٔ ۱۷ مارس ۱۹۷۱) بازیکن سابق و مربی فوتبال اهل لهستان است.
از باشگاه‌هایی که در آن بازی کرده‌است می‌توان به باشگاه فوتبال ویسوا کراکوف، باشگاه فوتبال لگیا ورشو، و باشگاه فوتبال پولونیا ورشو اشاره کرد.
وی همچنین در تیم ملی فوتبال لهستان بازی کرده‌است.
وی در مسابقات کشوری و بین‌المللی در مجموع برندهٔ ۱ مدال نقره شده‌است.